# 扎維多沃 (穆卡切沃區)
48°23′35″N 22°54′17″E / 48.39306°N 22.90472°E
扎維多沃（烏克蘭語：Завидово）是位於烏克蘭西部外喀爾巴阡州的穆卡切沃區的村莊，始建於1406年，面積3.31平方公里，海拔高度157米，2001年人口1,647，人口密度每平方公里497.73人。